# Anneau bêta

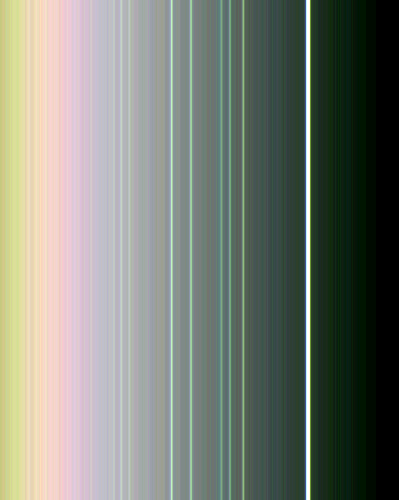
Schéma des anneaux d'Uranus

L'anneau bêta (ou anneau β) est un anneau planétaire situé autour d'Uranus.

## Caractéristiques
L'anneau bêta orbite à 45 661 km du centre d'Uranus (soit 1,786 fois le rayon de la planète), entre l'anneau alpha et l'anneau êta. Comme la quasi-totalité des autres anneaux d'Uranus, il est très fin, sa largeur étant de l'ordre de 5  à   11 km.